# 達拉斯-沃思堡都會區

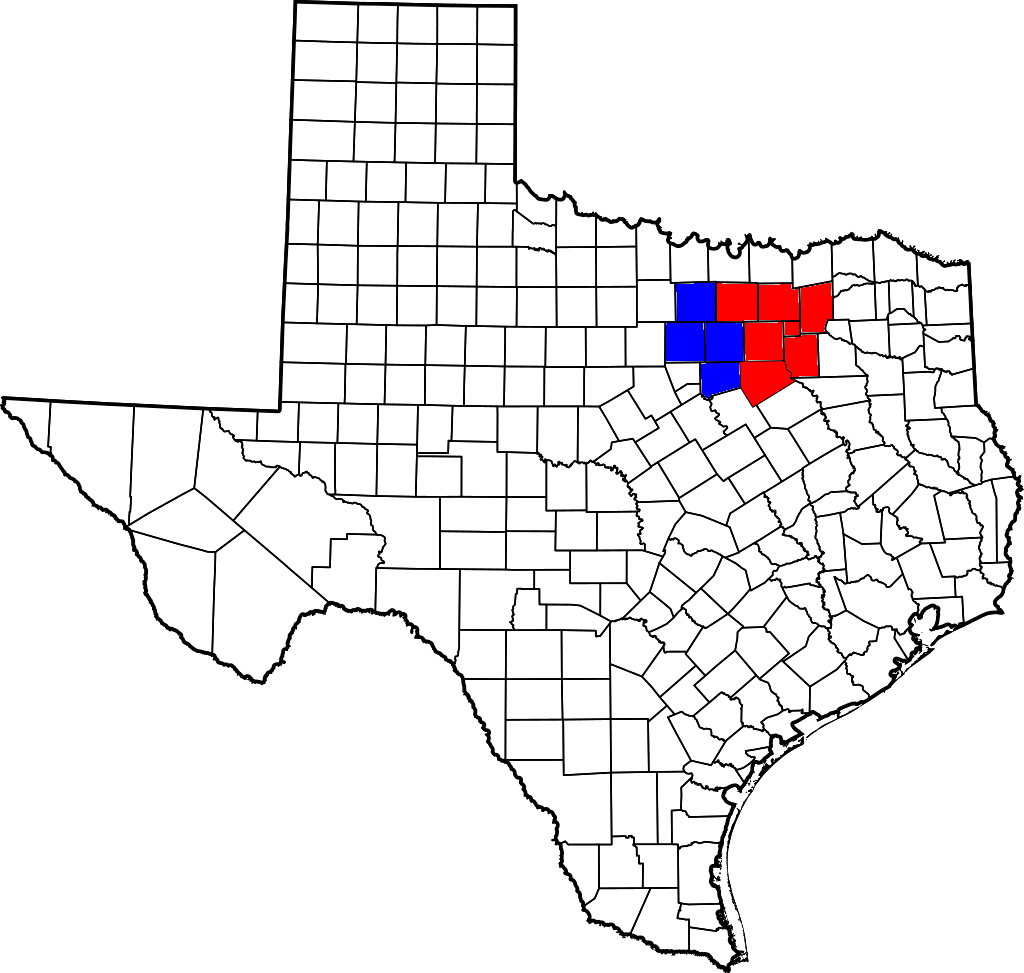
達拉斯-沃思堡都會區在德克薩斯州的位置

達拉斯-沃思堡都會區（Dallas–Fort Worth metroplex），又稱為達拉斯-沃思堡-阿靈頓都會區，是美國德克薩斯州的一個大都會區。據2020年美國人口普查，達拉斯-沃思堡都會區有人口7,637,387人，是美國人口第四多的都會區。2016年，這一都會區是美國人口增長最快的都會區。